# Vavuniya
Vavuniya (வவுனியா in tamil) è una città dello Sri Lanka, situata nella Provincia Settentrionale.
Per la sua posizione, la città, nelle mani del governo centrale, è spesso considerata la porta d'ingresso per le Tigri Tamil, un'organizzazione politico-militare terroristica, per entrare nel Distretto di Vanni (in mano alle "Tigri"). Sono, infatti, numerosi gli scontri che si generano tra le forze armate dello Sri Lanka e le Tigri Tamil, che fanno perdere, a causa della instabilità, turisti e commercio alla città.